# Actinodura radcliffei
Actinodura radcliffei, "östlig glasögonbandvinge", är en fågelart i familjen fnittertrastar inom ordningen tättingar. Den betraktas oftast som en del av glasögonbandvinge (Actinodura ramsayi), men urskiljs sedan 2016 som egen art av Birdlife International och Internationella naturvårdsunionen. Den kategoriseras av Internationella naturvårdsunionen som livskraftig.
Fågeln delas in i två underarter med följande utbredning:
- A. r. radcliffei  – östra och östcentrala Myanmar
- A. r. yunnanensis – södra Kina (sydöstra Yunnan, sydvästra Guizhou, västra Guangxi) och norra Vietnam (Tonkin)